# Штурмова дивізія «Родос»
Штурмова дивізія «Родос» (нім. Sturm-Division Rhodos) — особлива піхотна дивізія Вермахту за часів Другої світової війни.

## Історія
Штурмова дивізія «Родос» сформована 31 травня 1943 шляхом розгортання штурмової бригади «Родос» на однойменному острові, яка була створена 19 березня 1943, переданих формувань 22-ї планерної дивізії, що дислокувалися на островах Егейського моря, а також невеликих підрозділів розформованих фортечної дивізії «Крит» й 999-ї легкої африканської дивізії, які не були залучені до ведення бойових дій у Північній Африці навесні 1943.

## Райони бойових дій
- Додеканес (Родос) (січень — липень 1942).

## Командування

### Командири
- генерал-лейтенант Ульріх Кліман (31 травня 1943 — 31 серпня 1944);
- генерал-майор Людвіг Фріке (нім. Ludwig Fricke) (1 вересня — 17 жовтня 1944).

## Нагороджені дивізії
Нагороджені дивізії
|  | Кавалери Лицарського хреста Залізного хреста з Дубовим листям | 1 (№ 304 генерал-лейтенант Ульріх Кліман — 16.09.1943) |